# معركة روسباخ
مَعْرَكة رَوسباَخ، دَارَتْ رَحَاها يَوم 5 نَوفَمبر 1757 أثناء الحَرب السيليزيا الثالثة بالقُرب منْ قَرية روسباخ ، في ناخبي ساكسونيا. في هذهِ المَعركة التي استَمرت 90 دقيقة، هزمَ فريدريك العظيم ، ملك بروسيا ، جيشَ الحُلفاء المُكون من قوات فرنسية مًُعززة بوحدة من الرايخسومي التابعه للإمبراطورية الرومانية المقدسة. ضمَ الجيش الفَرنسي والإمبراطوري 41110 رجلاً، مقابل الجَيش البروسي الأصغر حَجماً والمكون من 22000. على الرغم منَ الصعوبات الهائلة، استخدم فريدريك الحَركة السَريعة والمُناورة المرافقة والنظام المائل لتَحرك القوات من اجل تحقيق المفاجأة الكاملة في هجومه.
شكلت معركة روسباخ نقطة تحول في حرب السنوات السبع ، ليس فقط لكونها انتصاراً بروسياً مذهلاً، ولكن لكون المَعركة أجبرت فرنسا على التَوقف من إرسال القوات لمواجهة بروسيا مرة أخرى، ودفعت بريطانيا لزيادة دعمها المالي لفريدريك. بعد المعركة، غادر فريدريك روسباخ على الفور وسار لمدة 13 يومًا إلى ضواحي بريسلاو. هناك التقى بالجيش النمساوي في معركة ليوثن. والتي استخدم بها تكتيكات مماثلة لهزيمة جيش أكبر بكثير من جيشه مرة أخرى.
تُعتبر مَعْرَكة رَوسباَخ أحد أعظم روائع فريدريك الإستراتيجية، بحيث أصاب جيش العدو الذي كانَ يَبلغ ضعف جَيشه بالشلل بينما عانى من خسائر لا تذكر. لعبت مدفعيته أيضًا دورًا حاسمًا في النصر، بناءً على قدرتها على إعادة تموضع نفسها بسرعة للاستجابة للظروف المتغيرة في ساحة المعركة. أخيرًا، ساهم سلاح الخَيالة بقيادة اللواء المُخَضرم فريدريش سايدليتز بشكل حاسم في نتيجة المعركة، مبررًا استثماره للموارد في تدريبها خلال فترة الثماني سنوات الانتقالية بين انتهاء حرب الخلافة النمساوية واندلاع الحرب.

## مُقدمة

### حَرب السَنوات السَبع
على الرَغُم من أن حرب السنوات السبع كانت نزاعًا عالميًا، إلا أنها شَكلت حاله خاصًا في المسرح الأوروبي بناءً على حرب الخلافة النمساوية والتي أنتهت مؤخرًا (1740-1748). أنهت معاهدة إيكس لا شابيل عام 1748 الحرب السابقة التي كانت بروسيا والنمسا جزءًا منها ؛ كان نفوذ المُعاهدة بين القوى الأوروبية أفضل قليلاً من الهدنة. استحوذ فريدريك الثاني ، المعروف باسم فريدريك الكبير ، على مقاطعة سيليزيا المزدهرة، لكنه أراد أيضًا الكثير من الأراضي السكسونية. وقعت إمبراطورة النمسا ماريا تيريزا على المعاهدة لكسب الوقت لإعادة بناء قواتها العسكرية وتشكيل تحالفات جديدة. كانت عازمة على استعادة السيطرة على الإمبراطورية الرومانية المقدسة.  بحلول عام 1754 ، أتاح تصاعُد التوترات بين بريطانيا وفرنسا في أمريكا الشمالية الفرصة للإمبراطورة لاستعادة أراضيها التي فقدتها في وسط أوروبا والحد من القوة المتنامية لبروسيا. وبالمثل، سَعت فرنسا إلى كسر السيطرة البريطانية على التجارة الأطلسية. وضعت فرنسا والنمسا جانبًا الخلافات القَديمه بينهما لتشكيل تحالُفاً خاص. في مواجهة هذا التحول المفاجئ في الأحداث، تحالف الملك البريطاني، جورج الثاني ، مع ابن أخيه فريدريك ومملكة بروسيا ؛ اجتذب هذا التحالف ليس فقط أراضي الملك البريطاني، بما في ذلك هانوفر ، ولكن أيضًا أقاربه وأقارب فريدريك في دائرة ناخبي هانوفر وإقليم هيس-كاسل. عُرفت هذه السلسلة من المناورات السياسية بالثورة الدبلوماسية. 

## المَعركة

### ترتيبات ساحة المعركة
في صباح يوم 5 نوفمبر 1757 ، كان المعسكر البروسي يقع بين قَرية روسباخ على اليسار وقرية بيدرا على اليمين، في مواجهة الحلفاء. قام الأمير تشارلز بقيادة الفرنسيين والأمير جوزيف بقيادة قوات الإمبراطورية الرومانية المقدسة بالمناورة في الأيام السابقة دون إعطاء فريدريك فرصة لبدء القتال. كانت قواتهم موجودة في الغرب، مع جناحهم الأيمن بالقرب من بلدة برانديرودا وجناحهم الايسر في موخيلن. وقفت القوات البروسيه المتقدمة في القرى الواقعة غربي معسكره الحلفاء مباشرةً. 

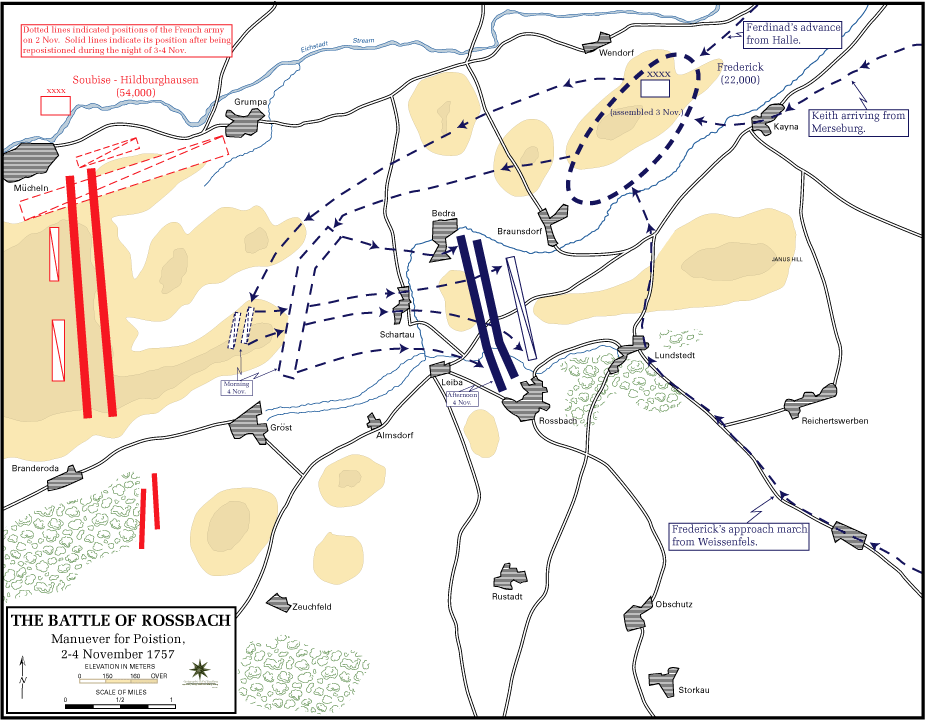
مناورة القوات من أجل الوصول إلى مَواقعها.

امتلك الحلفاء تفوقًا عدديًا بمقدار اثنين إلى واحد، وكان مركزهم المتقدم، بقيادة كلود لويس، كونت دي سان جيرمان، قَد تَجاهلَ جميع أجزاء معسكر فريدريك. تألفت القوات الفرنسية وقوات هابسبورغ الإمبراطورية (الرايخسومي) من 62 كتيبة (31000 مشاة) ، و 84 سربًا (10000) من سلاح الخَيالة، و 109 مدفعية، بإجمالي 41110 رجلًا، تحت قيادة الأمير تشارلز والأمير جوزيف. أخذ الحلفاء زمام المبادرة في مناورات الأيام السابقة، وقرر الأمير جوزيف شن الهجوم. كان لديه بعض الصعوبة في إقناع الأمير تشارلز بالمخاطرة بمعركة، لذلك لم يبدأ الحلفاء في الانتقال من معسكرهم إلا بعد الساعة 11 صباحًا في 5 نوفمبر. ربما كان الأمير تشارلز ينوي الانخراط في وقت متأخر من اليوم قدر الإمكان، مع فكرة اكتساب المزايا التي يمكنه القيام بها قبل حلول الليل. دعت خطت جيش الحلفاء إلى الزحف نحوَ قَرية زوتشفيلد، المَوجودة على يسار فريدريك ، والتي لم يغطها أي عائق طبيعي خطير، والانتشار في تَشكيلت المعركة التي تواجه الشمال، بين قَريه ريتشاردتسفيربن على اليمين وبيتشتات على اليسار. يبدو أن خطة معركة الأمير جوزيف المقترحة والهدف المحدود لـ الأمير تشارلز من المرجح أن تنجح بنفس القدر من خلال اتخاذ هذا الموقف، الذي هدد بقطع فريدريك عن التراجع إلى المدن على نهر زاله. ولكن لن يتمكن الحلفاء من الوصول إلى هذا الموقف إلا من خلال السير حول الجناح البروسي، مما قد يضعهم في موقف ضعيف يتمثل في السير عبر جبهة أعدائهم. ونتيجة لذلك، نشر الحلفاء قدرًا كبيرًا من الحماية ضد الخطر الواضح على جناحهم المكشوف. 
على الجانب الآخر، قاد فريدريك 27 كتيبة مشاة (17000 رجل) و 43 سربًا من سلاح الخَيالة (5000 حصان) ، بالإضافة إلى 72 سرية مدفعية، لما مجموعه 22000 رجل.  كما كان يحمل عددًا من بنادق الحصار من لايبزيغ ، والتي وصلت في وقت متأخر من الصباح. أمضى الصباح يشاهد الفرنسيين من على سطح قصر غولداكر في روسباخ. أقنعته المراحل الأولى من حركة الحلفاء أن الحلفاء قد بدأوا في التراجع جنوبا نحو مجلاتهم. أرسل دوريات ليَعلم من الفلاحين ما يمكن استخلاصه. أفادوا أن الأمير تشارلز قد سلك طريق فايسنفلس ؛ الطَريق لم يؤد إلى تلك القرية فحسب، بل أدى أيضًا إلى فرايبورغ ، حيث يمكن أن يَحصُل الأمير تشارلز على الإمدادات، أو إلى ميرسيبورغ ، حيث كانوا سَيقطعون البروسيين عن نَهر زاله.
في حوالي الظهيرة، ذهب فريدريك لتناول العشاء، تاركًا القائد الشاب فريدريش فيلهلم فون غاودي لمراقبة التحركات الفرنسية. بعد ساعتين، أبلغ ضابط المراقبة عن اقتراب الفرنسي. على الرغم من أن تقرير غاودي المتحمس بدا للوهلة الأولى أنه يؤكد تراجع الرايخسومي الفرنسي، لاحظ فريدريك أن أعمدة الحلفاء، التي أصبحت مرئية من وقت لآخر في تموجات الأرض، يبدو أنها تتحول شرقًا من زوشفيلد. عندما رأى فريدريك بنفسه أن سلاح الخَيالة والمشاة المعادين قد اقتربوا بالفعل من بيتشتات ، أدرك نوايا عدوه: وهيَ مُهاجمته في الجناح والمؤخرة، وكسر خط اتصالاته، إن لم يكن سحقه تمامًا. لقد عرضوا عليه الآن المَعركة التي خاض المُناورة من أجل الحصول عليها عبثًا، وقبلها دونَ تردُد. 

### الحَركات التَمهيدية
أدرك فريدريك المناورة بحلول الساعة 2:30 مساءً. بحلول الساعة 3:00 مساءً، كان الجيش البروسي بأكمله قد هَجرَ المعسكر، وحمل خيامهم ومعداتهم، ورتب تَشكيلاته في طابور. أخذ اللواء فريدريش فيلهلم فون سيدليتز أسرابه من سلاح الخَيالة البالغ عددهم 38 سربًا وانتقل نحو تلال يانوس وبولزن الصغيرة بين روسباخ وريتشاردتسفيربن. باستثناء بضع تَحرُكات، تم إخفاء التقدم تمامًا عن أنظار العَدو. تبعه قوت الكولونيل كارل فريدريش فون مولر المكونة من 18 مَدفع، والتي تمركزت مؤقتًا على ظهر تلال يانوس بين يسار المشاة ويمين سلاح الخَيالة. بقيت سبعة أسراب في روسباخ لاحتواء موقع سان جيرمان المتقدم. 
على الرغم من إدراكه لبعض هذه الحركات، اعتقد الأمير تشارلز أن البروسيين كانوا في تراجع تام. أمر حراسه المتقدمين بالإسراع نحو تل يانوس، لكنه لم يصدر أي تعليمات بشأن مكان وكيفية ومتى يتم نشرهم. تحركت مشاة الحلفاء في ثلاثة أعمدة طويلة: على رأسها كانت الأفواج الفرنسية من بيدمونت ومايلي، وعلى الأجنحة وأمام العمود الأيمن كان هناك فوجان من الدعاة النمساويين وسلاح الخَيالة الإمبراطوري. ظلت عشرة أسراب فرنسية في المحمية واثنا عشر أسرابًا أخرى تحمي الجناح الأيسر. الأمير تشارلز، الذي كان يعرف أفضل بلا شك، لم يأمر بأي استطلاع بري ولم يرسل أي حرس متقدم. سار جيشه بشكل أعمى ألى بَراثين فريدريك. 

### الفَخ

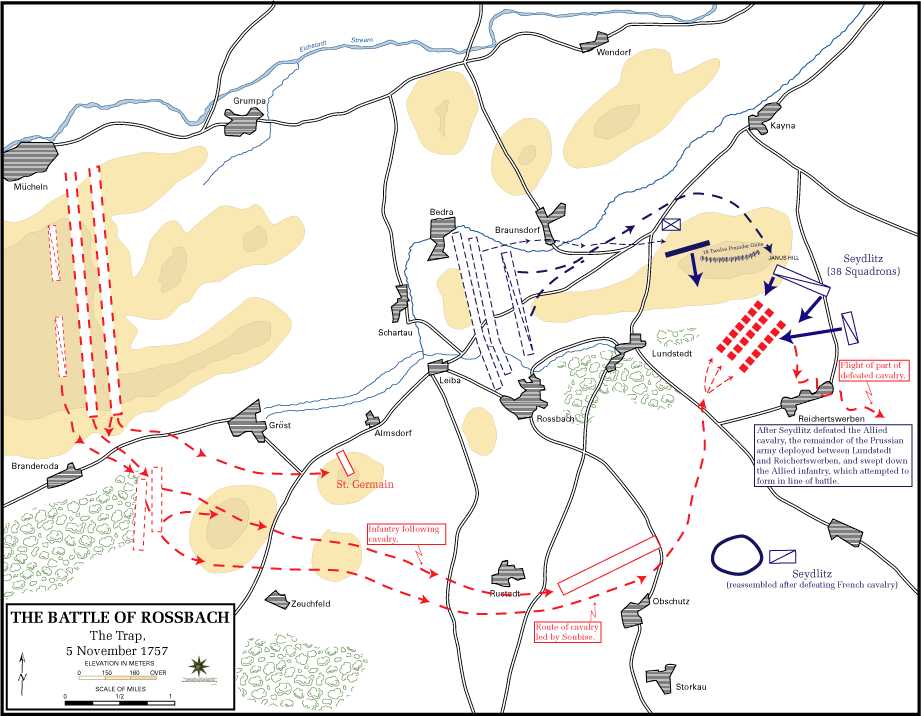
فريدريك ناصباً فَخه.

عندما تَركَ البروسيون المعسكر، تركوا حفنة من القوات الخفيفة للتظاهر أمام مركز التقدم الفرنسي بقيادة سان جيرمان. شكلت هذه القوات الخفيفة الحرس الخاص بالجناح على تل شارتاو، الذي يقع في زوايا قائمة على تلال يانوس وبولزن. لم يكن لدى فريدريك أي نية لتشكيل خط موازٍ للعدو أو الانسحاب. يمكن أن يتحرك جيشه كوحدة واحدة أسرع مرتين من جيش الحلفاء. إذا كان الحلفاء، في لحظة الاتصال، قد شكلوا بالفعل خط معركتهم للمواجهة للشمال، فإن هجومه سيضرب جناحهم الأيمن ؛ إذا كانوا لا يزالون يتحركون في أعمدة في اتجاه الشرق أو الشمال الشرقي، فسوف يتم سحق رؤوس أعمدتهم قبل أن يتم نشر القوات الباقية في الاتجاه الجديد، كون النشر تُمثل عملية طويلة لمعظم الجيوش. 
سار الحلفاء بالترتيب الطبيعي في عمودين رئيسيين، السطر الأول على اليسار، والسطر الثاني على اليمين ؛ أبعد إلى اليمين، على الرغم من ذلك، سارَ عمود يتكون من احتياطي المُشاة، وبين الخطين الأول والثاني وضعت المدفعية الاحتياطية. تقدم سلاح الخَيالة الجناح الأيمن في الرأس وخَيالة الجناح الأيسر عند ذيل العمودين الرئيسيين. مع ملاحظة بعض الحركة البروسية، أمر الأمير تشارلز بمحور دائري إلى الشرق،  مناورة معقدة في ظل ظروف أرض العرض، وصعبة في الميدان، مع وجود قوات غير مألوفة لبعضها البعض، وعلى أرض غير مستوية. في البداية، احتفظت الأعمدة بمسافة تنظيمية، متجهة شرقا نحو زوتشفيلد، ولكن بعد ذلك تحرك جزء من المشاة الاحتياطية بين العمودين الرئيسيين، مما أعاق تحركات المدفعية الاحتياطية. بالإضافة إلى ذلك، وجدت القوات الموجودة على الجانب الخارجي من العجلة نفسها غير قادرة على مواكبة الحركة السريعة للغاية للمحور الداخلي.
تجاهل الأمير تشارلز والأمير جوزيف الارتباك حيث كافحت قواتهما في محور العجلة. من وجهة نظرهم، بدا لقادة الحلفاء أن البروسيين كانوا يتحركون باتجاه الشرق ؛ افترض الأمير تشارلز والأمير جوزيف أن البروسيين كانوا على وشك التراجع لتجنب الوقوع في هجوم على جانبهم ومؤخرتهم. سارع جنرالات الحلفاء إلى المسيرة، وأرسلوا سلاح الخَيالة (الجناح الأيمن) نحو رايخاتسفيرن. كما استدعوا جزءًا من خَيالة الجناح الأيسر من ذيل العمود وحتى سلاح الخَيالة في الجناح للمشاركة فيما افترضوا أنه سيكون المطاردة العامة للقوات البروسية المُنسَحبة. فَقدت تَشكيلات الحلفاء أي مظهر من مظاهر محور العجلة في هذه المناورات الجديدة، وفَقدت الأعمدة المتبقية كل التماسك والنظام. 
فتحت مدفعية مولر على تلة يانوس النار مرة أخرى على هذه التَشكيلات المتكونة من المشاة والخَيالة في الساعة 3:15 مساءً. عندما تعرضوا لنيران مَدافع مولر ، عانى خَيالة الحلفاء، الذين تَمركزوا الآن شمال رايخاتسفيرن من وابل القَذائف، لكن القادة لم يكونوا قلقين بشكل خاص بشأن عرض نيران المدافع. كان من المعتاد استخدام المَدافع الثقيلة لحماية الانسحاب، لذلك أكد الحلفاء لأنفسهم أن فريدريك كان يتراجع واكتفوا بإحضار بعض مَدافعهم الميدانية إلى العمل. سارع سلاح الخَيالة لإخراج أنفسهم من النطاق، لكن هذا بدوره أدى إلى المزيد من عدم التنظيم بَينَ خطوط المشاة، وتسبب في انهيار أي وحدة متماسكة متبقية. 

بعيداً عَن أعين الحلفاء، قام سايدليتز بتجميع سلاح الخَيالة البروسي في سطرين، أحدهما من 20 سربًا والثاني من 18 سربًا، وقلل من سرعة اقترابه حتى وصلوا إلى حافة الفرز في تل بولزن. هناك انتظروا. جلس سايدليتز على رأس الصفوف وهو يدخن غليونه بهدوء. عندما اقترب سلاح خَيالة الحلفاء من مسافة تصل إلى 1000 خطوة من قمة التلال، ألقى غليونه في الهواء: كانت هذه هيَ إشارة هجومه. في الساعة 3:30 مساءً، وصل سايدليتز إلى أعلى التل وانحدرت أسرابه العشرين الأولى على جيش الحلفاء ؛ تمكن قادة الحلفاء الرائدين من الانتشار لمواجهة أسراب سايدليتز ، لكن زخم الهجوم البروسي اخترق خطوط الحلفاء وأحدث دمارًا بين الكتل غير المنظمة. ركب سلاح الخَيالة البروسي من الجناح إلى الجناح ؛ لقد علمهم تدريبهم تشكيل خط ثلاثة وأربعة من عمود دون كسر السرعة وبصفوف مُتَراصه ؛ بمجرد تشكيلها في خط، رَكب الجنود وركبهم تَتَلامَس، كانت صفوفهم مُتَراصه إلى دَرجة لم تَكن هناك مَسافه بَين ذَيول الخَيل وأنوفها. أي هجوم لسلاح الخَيالة البروسي على أرض مفتوحة كان يعني أن الخيول تنزل على أعمدة المشاة أو سلاح الخَيالة أو الصفوف أو مربعات العَدوا، بحيث كان بإمكان الخَيالة المناورة بسرعة كاملة، إلى اليسار أو اليمين، أو بشكل مائل. 

اللواء فريدريش سايدليتز يلقي غليونه في الهواء أشارهً منه على بداية الهجوم في معركة روسباخ، بريشة أنطون فيرنر.

سرعان ما تحول الصِراع إلى قتال رجل لرجل ؛ فريدريش سايدليتز نفسه قاتل مثل جندي، حيث أصيب بجرح شديد. أمر آخر 18 سراب له ، الَذين لا يزالون ينتظرون في تلة يانوس ، بالهجوم. ضربت الشحنة الثانية سلاح الخَيالة الفرنسي بزاوية مائلة. انجرفت الميلي بسرعة باتجاه الجنوب ، متجاوزة مشاة الحلفاء. كان جزء من احتياطي الحلفاء ، الذي أصبح متشابكًا بين الأعمدة الرئيسية ، يحاول أخراج أنفسهم ويسعون للحاق ببقية العمود الاحتياطي بعيدًا إلى اليمين ، لكن اكتساح الخيول ومشاة الحلفاء دفعهم إلى القتال. أثبتت مدفعية الاحتياط التابعة للحلفاء عدم جدواها ؛ في وسط أعمدة المشاة ، لم تتمكن من الانتشار لدعم أي من قوات الحلفاء المهددة بالمحاصَرة. انتظر المشاة البروسيون على تل شارتو في القيادة من اليسار. ركضت قوات الحلفاء الذين نجوا من المدفعية والخَيالة إلى وابل من نيران بَنادق مشاة الأمير هنري. تَحولت محاولات الهجمات المضادة الفرنسية إلى ارتباك. تم تحطيم معظم وحدات سلاح الخَيالة التابعة للحلفاء في المقدمة بواسطة الشحنة الأولية وداس العديد منهم على رجالهم أثناء محاولتهم الفرار. كان الحقل مليئًا بخيول من دون خَيال ورجال بلا أحصنة ، والجرحى والموتى والموت. استغرق هذا الجزء من المَعركة حوالي 30 دقيقة. 

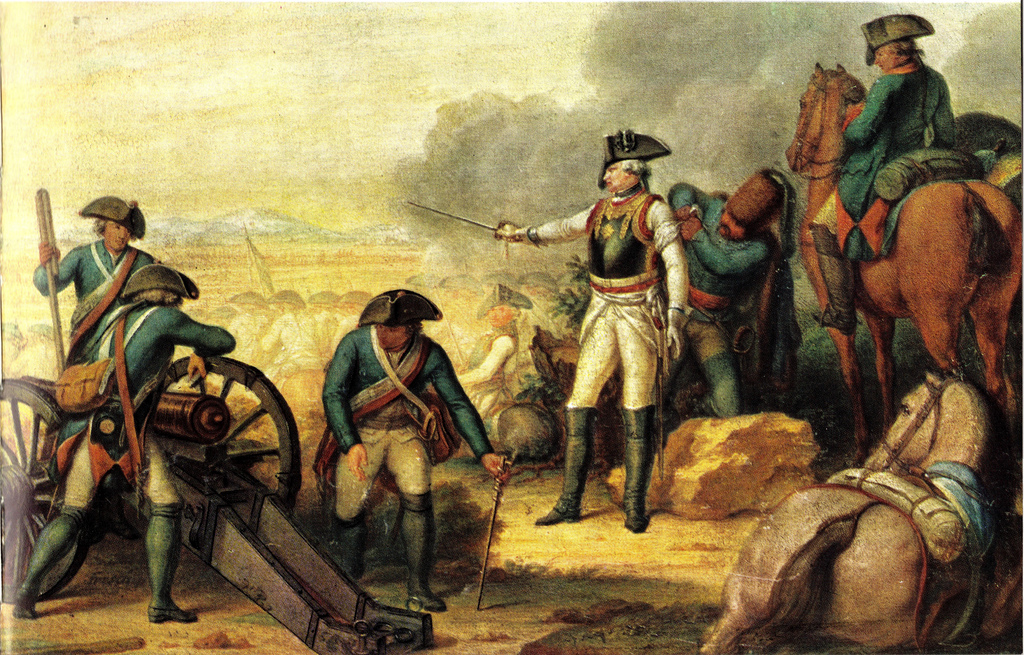
فريدريش سايدليتز تُضَمد جِراحه بَينما يَستَعد لهجوم الخَيالة الثاني ، بريشة يوهان كريستوف فريش.

استدعى سايدليتز سلاح الخَيالة، كان هذا بحد ذاته غير معتاد كونه عادة ما يُهاجم سلاح الخَيالة مرة واحدة ، وربما مرتين ، ويقضى بقية المعركة في مطاردة القوات الفارة. قاد سايدليتز قوته المحتشدة نحو الجناح والجزء الخلفي من جيش الحلفاء ، على بعد حوالي 2 كم من القتال وإلى مجموعة من الأشجار بين رايخاتسفيرن وأوبشوت. هناك ، يمكن للخيول والرجال التقاط أنفاسهم. شعر الحلفاء بالارتياح لرؤية آخر الخَيالة ، وأصبحوا منشغلين بمشاة بروسيا ، حوالي أربع كتائب منهم ، مهددين بتشكيل خطي إلى يسارهم. وبدلاً من تشكيل خط هجوم مماثل ، تشكلت كتائب الحلفاء في صفوف ، وثبتت حرابها وتقدمت للأمام استعدادًا لشن هجوم حَراب. 
مع تقدم الحلفاء أستعداداً لشن هجوم حَراب ، أصبحوا ضمن نطاق بَنادق مشاة الأمير هنري، مزقت نيران البَنادق البروسية المنظمة أعمدة الحلفاء. ثم مزقت مدفعية مولر ، معززة ببنادق حصار من لايبزيغ صفوفهم. تعثرت الصفوف واصبحت في حاله منَ الفوضى مدفوعة من قبل ضباطهم من اجل َرصْ الصفوف. تقدمت مشاة الأمير هنري ، ولا تزال تطلق النار. أخيرًا ، من العدم ، ظَهَره سايدليتز مع سلاح الخَيالة في هجوم على الجناح ، وهذه المرة جَمَعَ جميع الأسراب الـ 38 في هجوم حاشد ؛ تسبب ظهورهم المفاجئ والمُرعب في خاصرة جَيش الحلفاء ألى إحداث الفوضى واليأس بين وحدات الرايخسومي المحبطة بالفعل والتي تم تجميعها هناك. ألقى ثلاثة أفواج من القوات الإمبراطورية الفرانكونية جانبا بنادقهم وركضوا ، وركض الفرنسيون معهم. قام جنود سايدليتز بملاحقة الحلفاء الفارين حتى جعل الظلام منَ المطاردة مستحيلة. 

### ما بَعدَ الواقعة

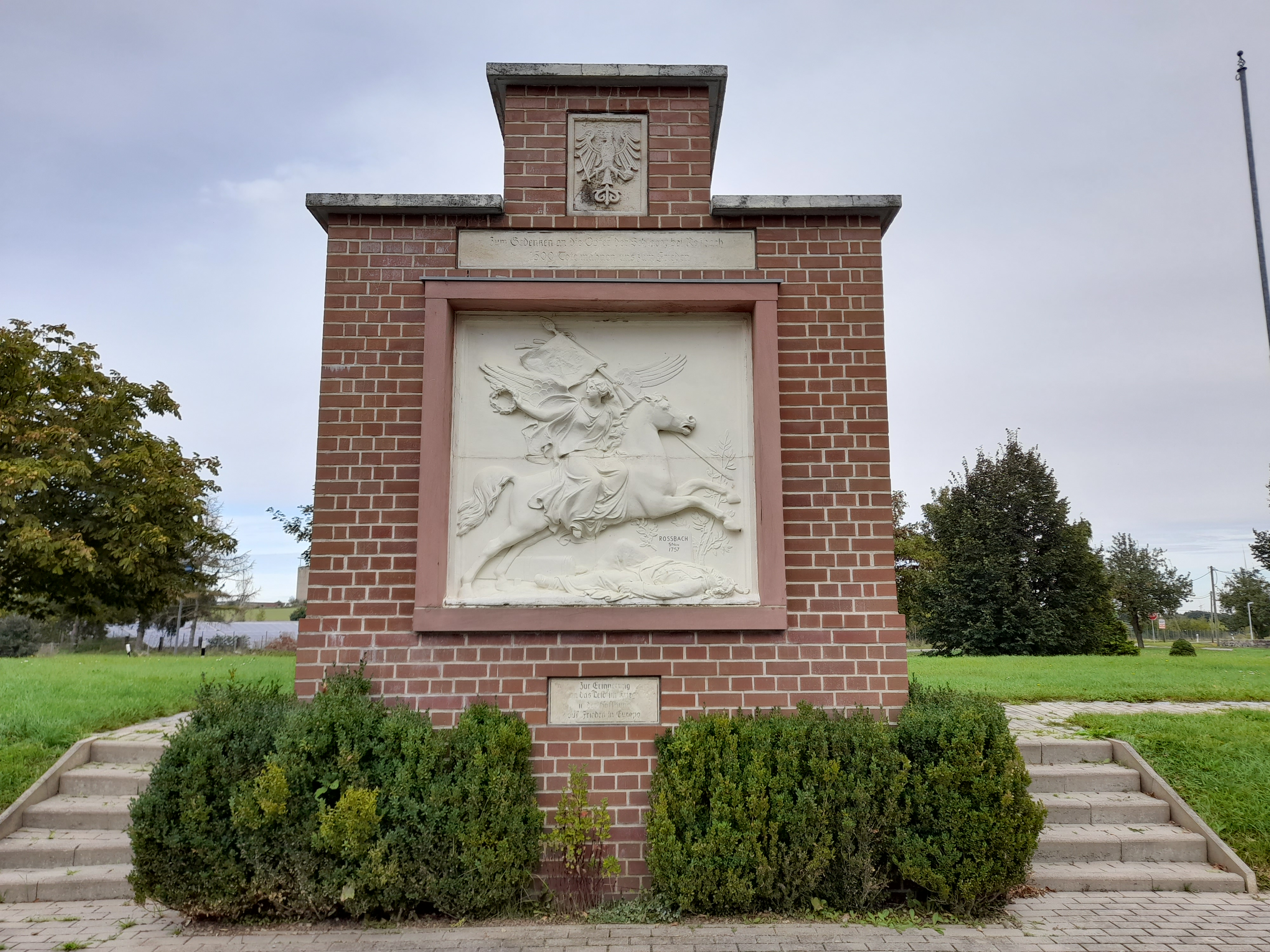
نَصب تذكاري للمَعركة في ريتشاردتسفيربن.

استغرقت المعركة أقل من 90 دقيقة ولم تتعدى الحلقة الأخيرة من قتال المشاة خمس عشرة دقيقة. اشتبكت سبع كتائب بروسية فقط مع العدو ، وقد استنفدت هذه الكتائب من خمس إلى خمس عشرة طلقة لكل رجل. 
نجح كل من الأمير تشارلز والأمير جوزيف ، الذين أصيبوا بجروح ، في الحفاظ على فوج أو فوجين معًا ، لكن البقية كانوا قَد انتَشروا في الريف. فقدت القوات الفرنسية والإمبراطورية ستة جنرالات ، وهو عدد كبير بشكل غير عادي في حروب القرن الثامن عشر ، وإن لم يكن مفاجئًا بالنظر إلى التركيز على عمل الخَيالة في هذه المعركة. من بين القوات الإمبراطورية الفرنسية والألمانية ، أحصى عالم السكان النمساوي غاستون بودارت 1000 قتيل (بما في ذلك ستة جنرالات) وحوالي 3500 جريح (بما في ذلك أربعة جنرالات) ، ليصبح المجموع 8.3٪ جرحى أو ميتًا ، و 12.2٪ (تقريبًا) 5000) في عداد المفقودين أو الأسرى. قد يضع مؤرخون آخرون أعداد المأسورين أعلى بمقدار الثلث تقريبًا أو حوالي 13800.  أخذ البروسيون كجوائز 72 مدفعًا (62٪ من مدفعية الحلفاء) وسبعة أعلام و 21 معيارًا. أسر البروسيون ثمانية جنرالات فرنسيين و 260 ضابطًا. 

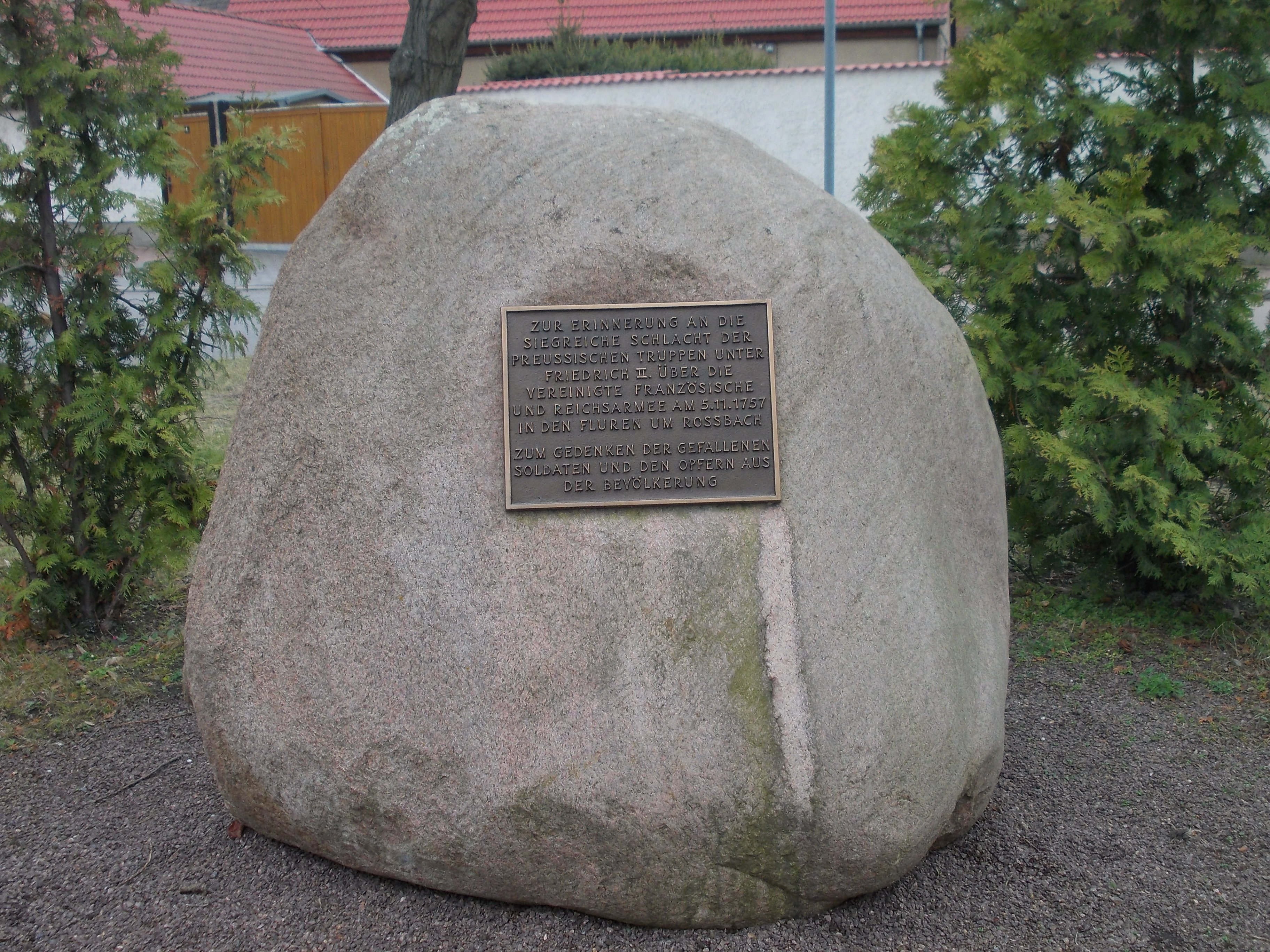
نَصب تذكاري للمَعركة في روسباخ.

الخسائر البروسية أكثر إثارة للجدل، تفاخر فريدريك بخسائر لا تذكر. في دراسته الشاملة لتاريخ الفوج ، أحصى بودارت 169-170 قتيلاً بروسياً (بما في ذلك سبعة ضباط) ، و 430 جريحاً (بما في ذلك الأمير هنري ، سايدليتز واثنين من الجنرالات الآخرين ، و 19 ضابطاً) ، أو حوالي 2.4٪ من إجمالي القوة البروسية. هذه الخسائر تصل إلى أقل من 10٪ من القوة البروسية المشاركة. تتفق مصادر حديثة أخرى على أن البروسيين فقدوا ما لا يقل عن 300 وما يصل إلى 500 من بين الجرحى. في تقييم لسجلات الفوج الباقية ، قدرت المصادر الحديثة الخسائر البروسية بأقل مما فعل بودارت: قُتل عقيد واحد ، بالإضافة إلى ضابطين آخرين ، و 67 جنديًا. 
تاريخيا ، تحمل الأمير تشارلز اللوم عن الخسارة ، لكن هذا الامر قد يكون تقييمًا غير عادل. في حين أنه يدين برتبته لعلاقته الجيدة مع مدام دي بومبادور ، عشيقة الملك لويس الخامس عشر ، إلا أنه لم ينعم بفطنة عسكرية استثنائية ولا مع أفضل القوات، لم يكن بإمكانه فعل أي شيء بشأن الأول ، وكان معظم هؤلاء مع لويس تشارلز سيزار لو تيلير ، يقاتل في راينلاند. تحت قيادة الأمير تشارلز ، قام الفرنسيون بمسيرة سيئة السمعة عبر ألمانيا ، تميزت بالنهب المستمر. كان لجيشه أيضًا ما يقرب من 12000 من أتباع المعسكرات المدنية. وكان هناك طهاة ومصففو شعر وبروكيون وحلاقون وزوجات وعشيقات وطهاة حلواني وخياطون وألبسة على اختلاف أنواعهم وصانعو سروج ولجام وعرسان وخدم على اختلاف أصنافهم خدموا النبلاء. بالإضافة إلى ذلك ، كان لدى الجيش طاقمه المعتاد المتنوع من البيطارين والعرسان والأطباء البيطريين والجراحين والطهاة الذين دعموا جيشًا في المسيرة. بعد المعركة ، اشتكى كونت دي سان جيرمان ، الذي كان قد قاد الحرس المتقدم وكذلك الحرس الخلفي الذي كافح لمواكبة الجيش الهارب ، من أن القوات الموجودة في مسؤوليته كانت معيبة ، وهي عصابة من اللصوص والقتلة ، وجبناء ركضوا عند سماع أول صوت طلق ناري. 

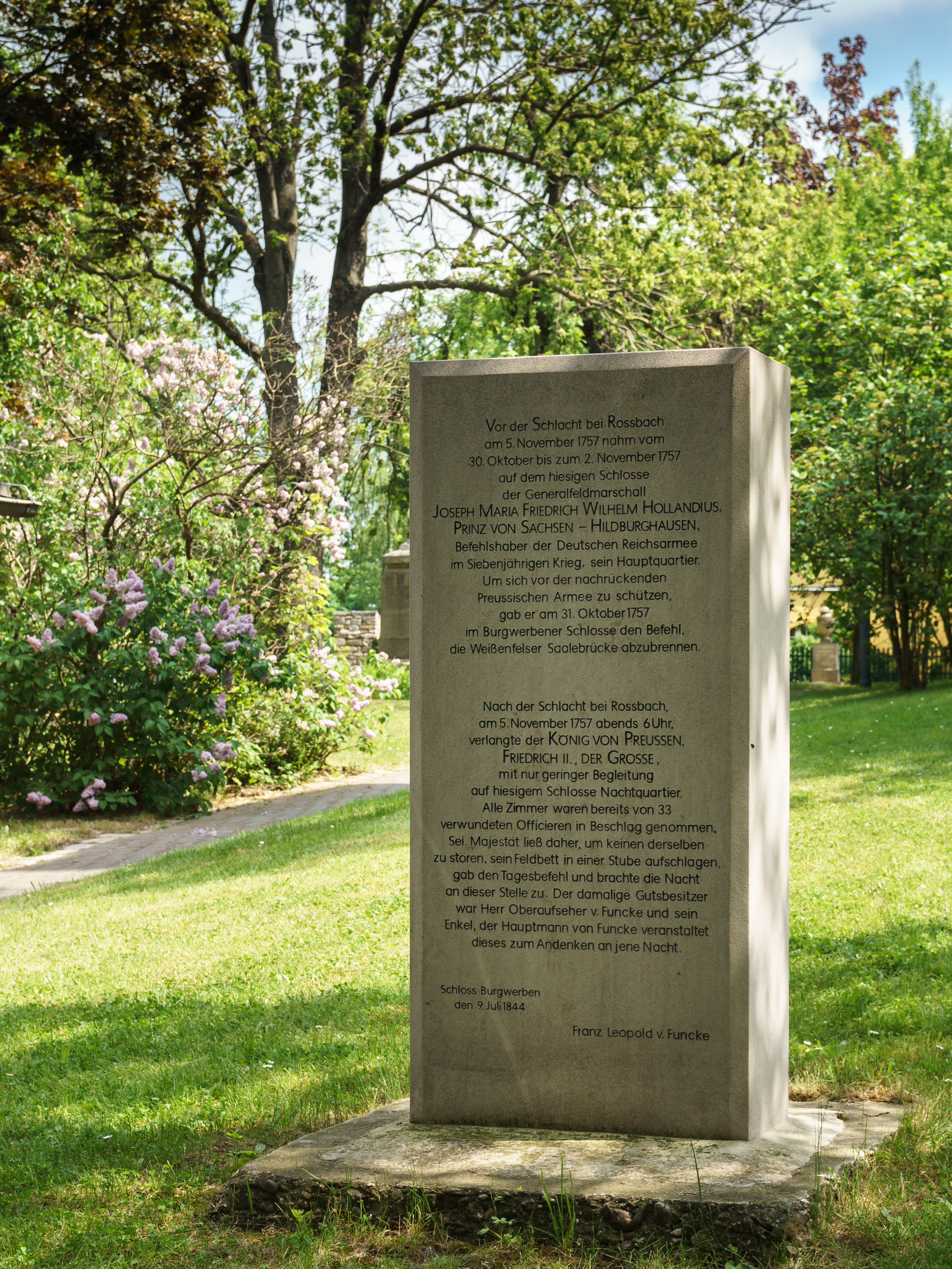
نَصب تذكاري للمَعركة في بيرجويربين.

على الرغم من أن الجيش الإمبراطوري أصغر حجمًا ، إلا أنه لم يكن أفضل بكثير ، وبالتأكيد لم يكن الجيش العَتيد الذي واجهه البروسيون في كولين. كان هذا الرايخسرمي ، وهو جيش يتكون من وحدات أرسلها الأعضاء المكونون للإمبراطورية الرومانية المقدسة. أفاد قائدهم أنهم كانوا معيبين في التدريب والإدارة والتسليح والانضباط والقيادة. يمكن قول الشيء نفسه عن قائدهم ، الأمير جوزيف ، الرجل البطيء الحركة. غالبًا ما كان ضباط الفوج الإمبراطوري يفتقرون إلى تدريب الحامية الأساسي. كانت هذه الوحدات قليلة الخبرة في العمل معًا ، ناهيك عن القتال معًا ، وهي مشكلة عبرت عن نفسها بشكل أكثر وضوحًا في محور التدوير الكارثي. علاوة على ذلك ، جاءت فرق الرايخسرمي من العديد من الإمارات ، بعضها كان بروتستانت ، وكان الكثير منهم غير راضين عن أي تحالف مع الفرنسيين ؛ كان معظمهم أكثر مقاومة للفرنسيين مما كانوا عليه مع البروسيين.  وبمجرد انتشار أنباء القرار غير المتكافئ عن المعركة ، شعر بعض الألمان بالرضا ؛ يمكن اعتبار المعركة انتقامًا لسنوات المعاناة في ظل الفظائع الفرنسية في راينلاند وبالاتينات خلال حروب لويس الرابع عشر مثل حرب التسع سنوات. في الغالب ، على الرغم من ذلك ، كانت مَعركة روسباخ مهمًا لتقوية علاقة بروسيا مع عم فريدريك ، الملك جورج الثاني ، ورعايا جورج الآخرين. يمكن أن يرى البريطانيون الآن ميزة إبقاء الفرنسيين محتلين في القارة بينما يواصلون هجماتهم ضد الأراضي الفرنسية في أمريكا الشمالية. 
بينما كان فريدريك يشتبك مع قوات الحلفاء المشتركة في الغرب ، استعاد النمساويون ببطء في ذلك الخريف سيليسيا، استولى الأمير تشارلز ألكسندر من لورين على مدينة شفايدنيتز وانتقل إلى بريسلاو في سيليزيا السفلى. أثناء عودته إلى سيليزيا ، علم فريدريك بسقوط بريسلاو (22 نوفمبر). عكس هو و 22000 جُندي المسارات ، وغطوا مسافة 274 كم سَيراً من روسباخ إلى ليوثن ، 27 كم غرب بريسلاو في اثني عشر يومًا. في الطريق ، في لغنيتسا، انضموا إلى القوات البروسية التي نجت من القتال في فروتسواف. وصل الجيش المعزز بحوالي 33.000 جندي إلى ليوثن ليجد 66.000 نمساوي في أنتضارهم. على الرغم من أرهاق قواته من المسيرة السريعة من روسباخ ، حقق فريدريك انتصارًا حاسمًا آخر في معركة ليوثن. 

## المَراجع
1. 1 2 3 4 5  Tucker 2009، صفحة 772.
2. ↑  Blanning, p. 234.
3. ↑  بيتر إتش ويلسون, The Heart of Europe: A History of the Holy Roman Empire. Penguin, 2016, pp. 478–79.
4. ↑  D.B. Horn  [لغات أخرى]‏, "The Diplomatic Revolution" in J. O. Lindsay, ed., The New Cambridge Modern History vol. 7, The Old Regime: 1713–63 (1957): pp. 449–64; جيريمي بلاك, Essay and Reflection: On the 'Old System' and the Diplomatic Revolution' of the Eighteenth Century, International History Review (1990) 12:2 pp. 301–23.
5. 1 2 3 4 5  Fuller, pp. 203–06. نسخة محفوظة 22 نوفمبر 2021 على موقع واي باك مشين.
6. ↑  باللغة الألمانية Bodart, p. 220.
7. 1 2 3 4 5 6  Redman, pp. 130–36.
8. ↑  Charles Hastings Collette, The Handy Book of Company Drill and Practical Instructor, Etc, Houlston & Wright, 1862, pp. 227–33. نسخة محفوظة 23 نوفمبر 2021 على موقع واي باك مشين.
9. ↑  Dennis E. Showalter, Frederick the Great: A Military History. Frontline Books, 2012, p. 188.
10. ↑  Showalter, p. 190; Redman, pp. 130–36.
11. ↑  Showalter, p. 190.
12. ↑  Daniel Baugh, The Global Seven Years War 1754–1763, Routledge, 2014, p. 275. نسخة محفوظة 22 نوفمبر 2021 على موقع واي باك مشين.
13. 1 2  Blanning, p. 236.
14. ↑  Blanning, p. 237; Showalter, p. 183.
15. ↑  Blanning, p. 237; Showalter, pp. 183–85.
16. ↑  Showalter, p. 192.
17. ↑  سبنسر س. تاكر, Battles that Changed History: an Encyclopedia of World Conflict. ABC-CLIO, 2010. pp. 233–35. نسخة محفوظة 2020-11-22 على موقع واي باك مشين.

### المَصادر
- American Trakehner Association, Breed characteristics. 1998. Accessed 19 August 2017.
- فرد أندرسون. Crucible of War: The Seven Years' War and the Fate of Empire in British North America, 1754–1766. Knopf Doubleday Publishing Group, 2007 (ردمك 978-0-3074-2539-3)
- Asprey, Robert B.  [لغات أخرى]‏ Frederick the Great: The Magnificent Enigma. Ticknor & Fields, 1986 (ردمك 978-0-89919-352-6).
- Baird, Robert (MD), "Sport Horse Conformation" (1st Edition, 1997), The American Trakehner Association, Accessed 19 August 2017.
- Baugh, Daniel  [لغات أخرى]‏. The Global Seven Years' War 1754–1763. Routledge, 2014 (ردمك 978-1-1381-7111-4)
- Tucker، Spencer C (2009). A Global Chronology of Conflict: From the Ancient World to the Modern Middle East 6V: A Global Chronology of Conflict [6 volumes]. ABC-CLIO. ISBN:978-1851096671.
- جيريمي بلاك Essay and Reflection: On the 'Old System' and the Diplomatic Revolution' of the Eighteenth Century. International History Review (1990) 12:2 pp. 301–23 ISSN 0707-5332
- Blanning, Tim  [لغات أخرى]‏. Frederick the Great: King of Prussia. Random House Publishing Group, 2016 (ردمك 978-0-8129-8873-4).
- باللغة الألمانية Burgwerben.  Geschichte. Burgwerben Weindorf (website). Schloss Burgwerben. Accessed 30 May 2017.
- باللغة الألمانية Bodart, Gaston  [لغات أخرى]‏. Militär-historisches Kriegs-Lexikon, (1618–1905). Stern, 1908 799884224
- كريستوفر كلارك. Iron Kingdom: The Rise and Downfall of Prussia, 1600–1947. Penguin Books Limited, 2000, (ردمك 978-0-6740-3196-8)
- Collette, Charles Hastings. The Handy Book of Company Drill and Practical Instructor, Etc Houlston & Wright, 1862 558127476
- Flood Maps of Germany. Elevation of Braunsbedra, German flood maps. 2014. Accessed 16 August 2017.
- فريدرش العظيم. Particular Instructions, Article 16. T. Egerton, Military Library, 1824 17329080
- Fuller, J. F. C.  [لغات أخرى]‏ A Military History Of The Western World, Vol. II: From The Defeat Of The Spanish Armada To The Battle Of Waterloo, Da Capo Press, 1987, (ردمك 978-0-3068-03055).
- باللغة الألمانية Hand, Karlheinz Fischer. "Die Waldelefanten von Neumark-Nord und Gröbern." In Dietrich Mania (Hrsg.). Neumark-Nord – Ein interglaziales Ökosystem des mittelpaläolithischen Menschen. Veröffentlichungen des Landesmuseums für Vorgeschichte in Halle (62), Halle/Saale 2010, S. 361–37, (ردمك 9783939414377).
- Horn, D.B.  [لغات أخرى]‏ "The Diplomatic Revolution" in J. O. Lindsay, ed., The New Cambridge Modern History vol. 7, The Old Regime: 1713–63 (1957): pp. 449–64, (ردمك 978-0-5114-69008).
- فريدريك كاب، جورج بانكروفت. The Life of F. W. Von Steuben ... with an Introduction by G. Bancroft, 1859 560546360
- هاينريش فريدريش ثيودور كولراوش.  A History of Germany: From the Earliest Period to the Present Time, Chapman and Hall, 1844 610585185
- Lawley, Robert Neville. General Seydlitz, a Military Biography. W. Clowes & Sons, 1852.
- Marston, Daniel  [لغات أخرى]‏. The Seven Years' War, Osprey, 2001, (ردمك 978-1-4728-0992-6).
- باللغة الألمانية Meinolf, Hellmund (Hrsg.) "Das Geiseltal-Projekt 2000. Erste wissenschaftliche Ergebnisse." Hallesches Jahrbuch für Geowissenschaften, Beiheft 13, Halle, 2001, ISSN 1432-3702.
- باللغة الألمانية Mitteldeutsche Zeitung. "Ein Trio feiert das Flutungsende." 30. April 2011, Zugriff am 1. September 2011 (digital version نسخة محفوظة 2010-02-28 على موقع واي باك مشين.).
- Poten, Bernhard von  [لغات أخرى]‏. Mayer, Johann von, Allgemeine Deutsche Biographie. Bayerischen Akademie der Wissenschaften, Band 21 (1885), S. 108–09.
- Poten, Bernhard von. Moller, Karl Friedrich von, Allgemeine Deutsche Biographie. Bayerischen Akademie der Wissenschaften, Band 22 (1885), S. 127–28.
- Redman, Herbert J. Frederick the Great and the Seven Years' War, 1756–1763. McFarland, 2015 (ردمك 978-0-7864-7669-5).
- Showalter, Dennis E.  [لغات أخرى]‏ Frederick the Great: A Military History. Frontline Books, 2012 (ردمك 978-1-78303-479-6).
- Stone, David  [لغات أخرى]‏. A Military History of Russia: From Ivan the Terrible to the War in Chechnya, Praeger, 2006 (ردمك 978-0-2759-8502-8)
- سبنسر س. تاكر. Battles that Changed History: an Encyclopedia of World Conflict. ABC-CLIO, 2010, (ردمك 978-1-5988-4429-0)
- راسل ويجلي. The Age of Battles: The Quest for Decisive Warfare from Breitenfeld to Waterloo, Indiana University Press, 2004, (ردمك 978-0-2532-1707-3).
- بيتر إتش ويلسون The Heart of Europe: A History of the Holy Roman Empire. Penguin, 2016, (ردمك 978-0-67405-8095).